# Lucien Lévy-Dhurmer
Lucien Lévy-Dhurmer (właściwie Lucien Lévy) (ur. 30 września 1865 w Algierze, zm. 24 września 1953 w Le Vésinet) – francuski malarz okresu symbolizmu i secesji, zajmował się również ceramiką i dekoracją wnętrz.

## Życiorys
Był synem Salomona Lévy i Pauline-Amélie Goldhurmer. W 1879 rozpoczął studia z zakresu  rysunku i rzeźby w Paryżu. Od 1887 przebywał na południu Francji gdzie zajmował się głównie ceramiką. W 1895 wrócił do Paryża i poświęcił się malarstwu. Od 1896 zaczął sygnować swoje prace  Lucien Lévy-Dhurmer. W 1932 odznaczony Krzyżem Oficerskim Legii Honorowej.
W 1914 poślubił Emmy Fournier, redaktorkę gazety La Fronde.

## Wybrane dzieła
- Le Silence, 1895
- Portrait de Georges Rodenbach, ok. 1895
- Torse de femme vue de dos
- Eve, 1896
- Notre Dame de Penmarc'h, 1896
- Feux d'artifice à Venise